# Escamilla (kommunhuvudort)
Escamilla är en kommunhuvudort i Spanien.   Den ligger i provinsen Provincia de Guadalajara och regionen Kastilien-La Mancha, i den centrala delen av landet, 100 km öster om huvudstaden Madrid. Escamilla ligger 1 034 meter över havet och antalet invånare är 104.
Terrängen runt Escamilla är kuperad åt nordväst, men åt sydost är den platt. Runt Escamilla är det mycket glesbefolkat, med 4 invånare per kvadratkilometer. Närmaste större samhälle är Sacedón, 16,3 km sydväst om Escamilla. Trakten runt Escamilla består till största delen av jordbruksmark.